# 希維亞區
10°01′16″S 76°42′16″W / 10.02111°S 76.70444°W
希維亞區（西班牙語：Distrito de Jivia），是秘魯的一個區，位於該國中部瓦努科大區的勞里科查省，始建於1920年9月6日，面積61.3平方公里，海拔高度3,351米，2005年人口1,928，人口密度每平方公里31人。